# مايا لو تيسييه
مايا لو تيسييه (من مواليد 18 أبريل 2002) هي لاعبة كرة قدم محترفة تلعب في مركز قلب الدفاع لصالح نادي مانشستر يونايتد للسيدات في دوري السوبر للسيدات، ومنتخب إنجلترا لكرة القدم للسيدات.
اختيرت لو تيسييه ضمن فريق رابطة لاعبي كرة القدم المحترفين (PFA) لدوري السيدات الممتاز لعام 2023، وحصلت على جائزة أفضل لاعبة شابة في حفل توزيع جوائز كرة القدم النسائية لعام 2024. كما اختيرت كأفضل لاعبة في مانشستر يونايتد لموسم 2023-24، وجائزة أفضل لاعبة شابة في برايتون آند هوف ألبيون لموسم 2020-21.

## مسيرتها الكروية

### نادي سانت مارتينز
نشأت لو تيسييه في جزيرة غيرنزي القناة الإنجليزية. بدأت مسيرتها الكروية في سن الرابعة مع نادي سانت مارتينز لكرة القدم المحلي، تحت إشراف والدها دارين. نظرًا لعدم وجود فرق للفتيات في الجزيرة، كانت لو تيسييه تسافر إلى هامبشاير للعب مع فريق المقاطعة مرتين شهريًا منذ سن الثالثة عشرة، واستمرت في ذلك لمدة عامين حتى اضطرها التزامها بالوقت إلى التغيب عن المدرسة كثيرًا وعن التدريبات. واصلت اللعب مع سانت مارتينز حتى سن السادسة عشرة.

### برايتون آند هوف ألبيون
في 1 يوليو 2018، انضمت لو تيسييه إلى أكاديمية نادي برايتون آند هوف ألبيون، أحد أندية الدوري الإنجليزي الممتاز للسيدات. تمت ترقيتها سريعًا إلى الفريق الأول، حيث تواجدت ذمن مقاعد البدلاء في مباراة ضد نادي أرسنال في 25 نوفمبر 2018، وظهرت لأول مرة مع الفريق الأول في 5 ديسمبر، في مباراة فاز فيها الفريق بنتيجة 5-1 على نادي كريستال بالاس في دور المجموعات بكأس الدوري. ظهرت لأول مرة في الدوري بعد أربعة أيام، حيث بدأت ضد تشيلسي، وسجلت هدفها الأول للنادي في 9 مايو 2021 في مباراة فاز فيها الفريق بنتيجة 3-1 على بريستول سيتي.  تم اختيارها كأفضل لاعبة شابة في برايتون للسيدات في حفل توزيع جوائز نهاية الموسم في ألبيون لموسم 2020-21 وموسم 2021-22. في مارس 2021، تم ترشيحها من قبل موقع قول.كوم في قائمة "الجيل القادم" لأفضل 10 لاعبات شابات. تم ترشيح لو تيسييه لجائزة أفضل لاعبة شابة من رابطة اللاعبين المحترفين في يونيو 2022 لكنها خسرت أمام لورين هيمب، وفازت بالجائزة للموسم الثالث على التوالي.

### مانشستر يونايتد
في 20 يوليو 2022، وقّعت لو تيسييه عقدًا لمدة ثلاث سنوات مع مانشستر يونايتد للسيدات. ومع تبقي عام واحد على انتهاء عقدها مع برايتون، فعّل النادي شرطًا جزائيًا بقيمة تتراوح بين 50,000 و60,000 جنيه إسترليني. ظهرت لأول مرة مع النادي في 17 سبتمبر 2022، حيث بدأت أساسيةً وسجلت هدفين في فوز فريقه 4-0 على ريدينغ في اليوم الافتتاحي من دوري السوبر للسيدات. وقّعت تمديدًا لعقدها مع النادي لمدة أربع سنوات في 19 أبريل 2024. بعد رحيل كاتي زيليم، عُيّنت لو تيسييه قائدةً جديدةً لمانشستر يونايتد في 27 أغسطس 2024. في 19 أكتوبر 2024، أصبحت لو تيسييه أصغر لاعبة تصل إلى 100 مباراة في دوري السوبر للسيدات.

## مسيرتها الدولية

### غيرنزي
حققت لو تيسييه إنجازًا تاريخيًا عندما أصبحت أول لاعبة تلعب لفريق غيرنسي تحت 16 عامًا للفتيان، حيث شاركت في نسخة تحت 16 عامًا من بطولة موراتي فاس 2018 ضد فريق منتخب جيرزي لكرة القدم تحت 16 عامًا في مارس من ذلك العام.

### إنجلترا للشباب
بعد دعوتها إلى معسكر إقليمي جنوب غرب إنجلترا تحت 15 عامًا، قادت لو تيسييه منتخب إنجلترا للسيدات تحت 15 عامًا في مباراة واحدة ضد منتخب الدنمارك تحت 15 عامًا في فبراير 2018. في سبتمبر 2018، اختيرت لو تيسييه قائدةً لمنتخب تحت 17 عامًا قبل تصفيات بطولة أوروبا للسيدات تحت 17 عامًا 2019. فازت إنجلترا بجميع مباريات التصفيات الست دون أن تتلقى أي هدف، واختيرت لو تيسييه ضمن التشكيلة النهائية لبطولة أوروبا للسيدات تحت 17 عامًا 2019 في بلغاريا. بدأت جميع المباريات الثلاث حيث خرجت إنجلترا من دور المجموعات بفارق الأهداف بعد تعادلها بست نقاط مع ألمانيا وهولندا. وتم اختياره ضمن قائمة منتخب إنجلترا تحت 19 عامًا في 6 مارس 2020 ضد السويد في بطولة لا مانجا. شاركت لأول مرة مع منتخب إنجلترا تحت 23 عامًا في سن 19 عامًا في مباراة ودية ضد بلجيكا في 25 أكتوبر 2021.

### منتخب إنجلترا
في نوفمبر 2022، تلقت لو تيسييه أول استدعاء لها مع منتخب إنجلترا لكرة القدم للسيدات لمباراتين وديتين ضد اليابان والنرويج. وشاركت لأول مرة في 15 نوفمبر، حيث لعبت كامل المباراة ضد منتخب النرويج انتهت بالتعادل بهدف لكل فريق. في 18 نوفمبر 2022، أُعلن عن رقمها القياسي مع إنجلترا وهو 226. في مايو 2023 تم اختيار لو تيسييه ضمن قائمة اللاعبين الاحتياطيين لكأس العالم للسيدات 2023. خاضت لو تيسييه مباراتها الدولية الرابعة مع إنجلترا في تصفيات كأس الأمم الأوروبية للسيدات 2025 ضد جمهورية أيرلندا في 12 يوليو 2024، حيث لعبت 90 دقيقة كاملة في مباراة انتهت بالفوز 2-1 على ملعب كارو رود في نورويتش. في 5 يونيو 2025، تم اختيار لو تيسييه ضمن تشكيلة إنجلترا لبطولة أمم أوروبا للسيدات 2025. أصبحت أول لاعبة من غيرنزي - أنثى أو ذكر - يتم اختيارها لتمثيل إنجلترا في بطولة كبرى.

## حياتها الشخصية
كان والد لو تيسييه، لاعب كرة قدم شبه محترف سابقًا مع نادي سانت مارتينز لكرة القدم. وتنسب إليه الفضل في تعريفها بفريق الأولاد البالغين من العمر أربع سنوات والذي كان يدربه، في مايو 2022 انضمت إلى جمعية "كومون جول" الخيرية لكرة القدم، متعهدةً بالتبرع بما لا يقل عن واحد بالمائة من راتبها.

## الإنجازات
مانشستر يونايتد
- كأس الاتحاد الإنجليزي للسيدات: 2023–24،[35] المركز الثاني: 2022–23،[36] 2024–25[37]

إنجلترا
- كأس الأبطال كونميبول–يويفا للسيدات: 2023[38]
- كأس أرنولد كلارك: 2023[39]

جوائز فردية
- فريق العام من رابطة لاعبي كرة القدم المحترفين في دوري السوبر للسيدات: 2022–23
- أفضل لاعبة شابة لموسم 2020-2021،[9] 2021–22[10]
- أفضل شخصية رياضية في جزر القناة الإنجليزية: 2022[40]
- أفضل لاعبة في مانشستر يونايتد للسيدات العام من اختيار اللاعبين: 2023–24[41]
- أفضل لاعبة شابة في جوائز كرة القدم للسيدات لهذا العام: 2024[42]
- فريق الموسم لدوري كرة القدم للسيدات من باركليز: مايو 2025[43]